# NGC 4854
NGC 4854 este o galaxie lenticulară situată în constelația Părul Berenicei. A fost descoperită în 24 aprilie 1865 de către Heinrich Louis d'Arrest. Se află la o distanță de 129,42 de megaparseci de Pământ.